# LDOC1L
LDOC1L‏ (Retrotransposon Gag like 6) هوَ بروتين يُشَفر بواسطة جين LDOC1L في الإنسان.